# Bettborn (Luksemburg)
Bettborn (lb. Biebereg) – wieś (Uertschaft) w zachodnim Luksemburgu, w kantonie Redange, siedziba administracyjna gminy Préizerdaul. Do 3 października 2015 miejscowość leżała w dystrykcie Diekirch. Liczy 485 mieszkańców (31 grudnia 2022). 